# Зажирко Микола Петрович
Мико́ла Петро́вич Зажи́рко (нар. 8 серпня 1946, с. Глинянка — 20 грудня 2016, Черкаси) — кандидат психологічних наук, доцент, Заслужений працівник освіти України.

## Біографія
Народився 8 серпня 1946 року у с. Глинянка (Барський район Вінницької області).
У 1971 році закінчив природничий факультет Черкаського педагогічного інституту.
Протягом 1983—2016 рр. був директором Черкаського кооперативного економіко-правового коледжу.

## Наукова діяльність
У 1998 році захистив кандидатську дисертацію зі спеціальності «Педагогічна та вікова психологія» на тему: «Глибинно-психологічні передумови активізації процесу спілкування (акмеологічний підхід)». Науковий керівник — професор Т. С. Яценко.
Автор понад 30 наукових та науково-методичних публікацій, серед них:
- Теория и практика глубинной психокоррекции / Сост.: С. М. Аврамченко, Н. В. Дметерко, М. П. Зажирко, И. В. Евтушенко, А. Е. Мелоян, С. Ш. Раджабова. Под ред. академика Т. С. Яценко. — Донецк: ДИПиП, 2008. — 267 с. (рос.)
- Яценко Т. С., Глузман О. В., Аврамченко С. М., Євтушенко І. В., Дметерко Н. В., Сергієнко І. М., Солодухов В. Л., Стасько О. Г., Бондаревська Л. Л., Усатенко О. М., Зажирко М. П., Мелоян А. Е. Фахове вступне випробування зі спеціальностей «Психологія», «Практична психологія». Навч. посіб. — Черкаси-Ялта, 2008. — 128 с.
- Яценко Т. С., Аврамченко С. М., Зажирко М. П., Євтушенко І. В., Харенко С. Г. Активне соціально-психологічне навчання у системі освіти. Монографія. — Черкаси. Видавець Чабаненко Ю. А., 2010. — 292 с.

## Відзнаки та нагороди
Заслужений працівник освіти України. Нагороджений орденом «За розвиток науки і освіти», значками «За відмінні успіхи в середній спеціальній освіті», «Знак пошани» та «Відмінник споживчої кооперації», медаллю «За трудову доблесть», «За заслуги в освіті», срібною медаллю «10 років незалежності України».

## Громадська діяльність
Голова Ради директорів навчальних закладів І—II рівнів акредитації Черкаської області, член правління облспоживспілки, віце-президент Українського союзу підприємців і промисловців в Черкаській області, член колегії Головного управління освіти Черкаської обласної державної адміністрації.